# Hipparchia ghigii
Hipparchia ghigii är en fjärilsart som beskrevs av Turati 1929. Hipparchia ghigii ingår i släktet Hipparchia och familjen praktfjärilar. Inga underarter finns listade i Catalogue of Life.